# 劉冕執
劉冕執（1872年—1944年），字聞長，湖南省湘潭縣人，日本東京帝國大學畢業，曾經改翰林院編修。

## 生平
被選入京師大學堂師範館學習。
光緒二十九年十二月(1904年初)，被派往日本留學。
宣統元年(1909年)，畢業於東京帝國大學。
宣統二年(1910年)九月二日，內閣奉上諭：劉冕執著賞給法政科進士。
宣統三年(1911年)，授職翰林院編修。
歷任度支部幣制調查局編譯幫辦。
民國二年(1913年)任財政部幣制委員會專門委員。後任財政部參事、參議院議員、國民政府文官處參事等職。抗日戰爭爆發後避難回湘。